# 레누 말호트라
레누 말호트라(Renu Malhotra, 1961년 ~ )는 인도 출신의 미국 행성천문학자이다. 해왕성과 명왕성의 궤도 공명 현상을 이용해서 거대 행성의 이동과 명왕성족 소행성의 존재를 예측한 바 있다. 1997년 소행성 6698 말호트라가 그녀의 이름을 따서 명명되었다.

## 생애 및 학력
말호트라는 1961년 인도 뉴델리에서 태어났으며, 하이데라바드에서 자랐다. 1983년 인도 공과대학교 델리에서 물리학 석사 학위를 받고, 1988년 미국 코넬 대학교에서 스탠리 더모트 교수의 지도 아래서 박사 학위를 받았다.

## 경력
캘리포니아 공과대학교에서 박사후과정을 거쳐, 행성과학연구원에서 9년간 재직했다. 1997년 미국 천문학회가 주는 해럴드 유리 상을 받았으며, 2015년 미국 예술 과학 아카데미 및 미국 국립 과학 아카데미의 회원으로 선출되는 영예를 안았다.
현재 애리조나 대학교 달·행성 연구소에서 석학교수(regents' professor)로 재직 중이다.